# Etienne Lootens
Etienne Marie-Joseph Lootens, ook Lootens-Stael, (Koekelare, 20 augustus 1914 - aldaar, 6 maart 1972) was een Belgisch volksvertegenwoordiger en burgemeester.

## Levensloop
Lootens studeerde aan het Sint-Lodewijkscollege in Brugge (retorica 1932). Hij studeerde geneeskunde, maar moest er na twee jaar, na de dood van zijn vader, mee ophouden en de leiding nemen over de ouderlijke brouwerij.
Hij werd geheim lid van het Verdinaso, maar hield zich afzijdig tijdens de Tweede Wereldoorlog.
In 1954 werd hij voor de CVP gemeenteraadslid van Koekelare, waar hij van 1954 tot 1970 burgemeester was.
Bij de parlementsverkiezingen van 1961 kreeg hij niet de gewenste plaats op de CVP-lijst en hij stapte over naar de Volksunie. In 1965 werd hij voor deze partij verkozen tot lid van de Kamer van volksvertegenwoordigers voor het arrondissement Veurne-Diksmuide-Oostende en vervulde dit mandaat tot aan zijn dood. In de Kamer hield hij zich bezig met de landbouw- en de middenstandsproblematiek en de sociaaleconomische heropleving van de Westhoek.
Gedurende drie maanden (tot aan zijn overlijden) had hij als gevolg van het toen bestaande dubbelmandaat ook zitting in de Cultuurraad voor de Nederlandse Cultuurgemeenschap, die op 7 december 1971 werd geïnstalleerd en de verre voorloper is van het Vlaams Parlement.